# 真田是
真田 是（さなだ なおし、1928年12月2日 - 2005年9月28日）は、日本の社会学者。

## 来歴
静岡県伊東生まれ。1954年東京大学文学部社会学科卒業。大阪社会事業短期大学助手、愛知県立女子大学助教授、1966年立命館大学産業社会学部助教授、教授、立命館副総長、立命館大副学長、1994年「現在の社会福祉理論 -構造と論点」で立命館大学社会学博士。1994年定年退任、名誉教授、総合社会福祉研究所理事長。日本福祉大学教授、山口県立大学教授。京都自治体問題研究所顧問。

## 著書
- 『現代社会学と社会問題』青木書店、1965
- 『社会保障 その政治と経済』汐文社、1966
- 『労働問題入門』日本評論社、1968
- 『現代民主主義と社会保障』汐文社、1971
- 『社会問題と資本主義社会』汐文社、1972
- 『現代社会問題の理論』青木書店、1978
- 『部落問題の解決』部落問題研究所出版部、1985
- 『社会保障入門』労働旬報社、1990
- 『社会問題の変容』法律文化社、1992
- 『地域福祉の原動力 住民主体論争の30年』かもがわ出版、1992
- 『同和行政Q&A 部落問題解決のための同和行政』部落研ブックレット、1993
- 『現代の社会福祉理論 構造と論点』労働旬報社、1994
- 『社会保障、21世紀への展望』かもがわブックレット、1994
- 『社会福祉の今日と明日』かもがわ出版、1995
- 『部落問題の解決と行政・住民』部落問題研究所、1995
- 『民間社会福祉論 社会福祉における公と民』かもがわ出版、1996
- 『地域福祉と社会福祉協議会』かもがわ出版、1997
- 『社会保障論、21世紀の先導者』かもがわ出版、1998
- 『基礎教育3 社会福祉』佛教大学通信教育部、2000
- 『ガンから二度の生還 「民医連」手術体験記』かもがわ出版、2003
- 『社会保障と社会改革』かもがわ出版、2005
- 『真田是著作集』全5巻、総合社会福祉研究所、2012

### 共編著
- 『社会福祉論』一番ケ瀬康子共編、有斐閣双書、1968
- 『社会体制と社会問題』後藤和夫共著、青木書店、1970
- 『現代社会福祉論 その現状と課題』野久尾徳美共編、法律文化社、1973
- 『社会福祉労働 労働と技術の発展のために』編、法律文化社、1975
- 『現代市民社会全書』全5巻　古沢友吉共編、同文館出版、1976-77
- 『現代の福祉』編、有斐閣選書、1977
- 『労働者のくらしと社会保障』角田豊共編、法律文化社、1977、選書現代の生活と社会保障
- 『地域のくらしと社会保障』小倉襄二共編、法律文化社、1978、選書現代の生活と社会保障
- 『戦後日本社会福祉論争』編、法律文化社、1979
- 『貧困・生活不安と社会保障』小倉襄二共編、法律文化社、1979、選書現代の生活と社会保障
- 『これからの社会主義』芦田文夫共著 学習の友社、1981、学習文庫
- 『現代日本の社会福祉』編、法律文化社、1982
- 『社会学と現代社会』杉之原寿一共編、文理閣、1985
- 『福祉労働者のための社会科学入門』編、法律文化社、1986
- 『大企業社会と人間 新しい労働者像を求めて』編、法律文化社、1988
- 『「社会福死」への道 社会福祉基礎構造改革の問題点』小川政亮,浅井春夫共著、かもがわブックレット、1999
- 『社会福祉運動とはなにか』浅井春夫,小賀久共編、かもがわ出版、2003、講座・21世紀の社会福祉
- 『図説日本の社会福祉』宮田和明,加藤薗子,河合克義共編、法律文化社、2004
- 『社会福祉と通訳論』長尾ひろみ共著 文理閣、2005、手話を学ぶ人たちの学習室 全通研学校講義集

## 参考
- 真田是著作集
- 真田是教授略歴と業績 (真田是教授退任記念号)  立命館産業社会論集、1994-06